# Xujiahui-katedralen i Shanghai

Xujiahui-katedralen 徐家汇天主教堂 eller Zikawei-kyrkan, egentligen Sankt Ignatius kyrka 聖依納爵主教座堂 är den katolska katedralen för Shanghais stift i Kina. Kyrkan rymmer 3 000 personer och är en av Östasiens största. Xujiahui är uppkallad efter Xú Guāngqǐ, en berömd kinesisk lärd stormandarin som blev döpt där 1603 och tog dopnamnet Paul. Xu-familjen bor ännu i början av 2000-talet i detta område i Shanghai, stadsdelen Xujiahui i distriktet Xuhui.
Xujiahui-kyrkan ritades av den engelske arkitekten William Doyle, och restes av franska jesuiter mellan 1905 och 1911. Den blev vandaliserad av rödgardister 1966 under kulturrevolutionen; taket och spirorna revs ned och 300 kvadratmeter glasmålningar krossades. Efteråt var den under det följande årtiondet ett statligt lager. 
Kyrkan återöppnades den 1 november 1979. De två spirorna kom på plats igen före jul 1982. 1989 firades mässan på kinesiska första gången, efter beslut av biskop Aloysius Jin Luxian. Det finns förhoppningar om att restaureringen skall vara färdig till världsutställningen i Shanghai 2010.